# Sa Ty
Sa Ty (ur. 4 kwietnia 2001 w Phnom Penh) – kambodżański piłkarz, grający na pozycji napastnika. Zawodnik Phnom Penh Crown FC. Reprezentant Kambodży.